# Quadrencyrtus paradoxus
Quadrencyrtus paradoxus är en stekelart som beskrevs av Hoffer 1952. Quadrencyrtus paradoxus ingår i släktet Quadrencyrtus och familjen sköldlussteklar.
Artens utbredningsområde är:
- Österrike.
- Tjeckien.
- Slovakien.
- Ungern.
- Kazakstan.
- Tadzjikistan.

Inga underarter finns listade i Catalogue of Life.